# Odio per odio
Odio per odio è un film italiano del 1967 diretto da Domenico Paolella.

## Trama
Miguel è un giovane messicano che cerca oro per conto di Coyote, un avvocato che lo utilizza per portare avanti la buona causa del Messico. Miguel si reca a New York per ritirare tutti i suoi risparmi: la sua ambizione è quella di diventare uno scultore famoso. Ma proprio mentre sta ritirando i soldi alla banda, rimane coinvolto in una rapina.